# Taxodium distichum
Il cipresso delle paludi o cipresso calvo o anche tassodio (Taxodium distichum (L.) Rich., 1810) è un albero delle Cupressacee, nativo degli Stati Uniti sudorientali.

## Caratteristiche

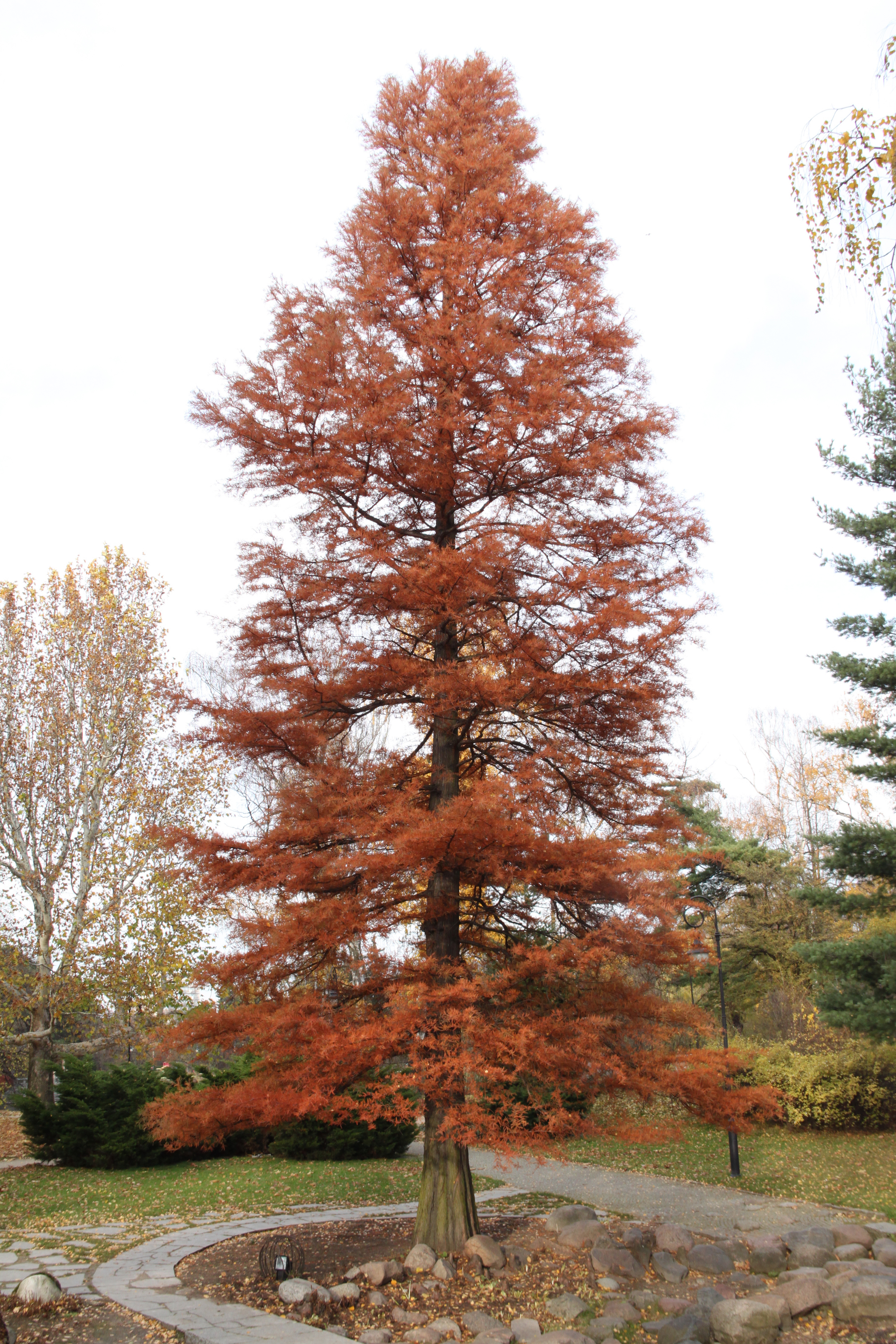
Colorazione autunnale

È una conifera di medie dimensioni, con un tronco fino a 5 metri di diametro in età adulta e una chioma da conica ad espansa di diametro fino a 10 m. Il fusto massiccio è scanalato alla base, che assume una forma campanulata (zampa di elefante); la corteccia è di color rosso-bruno. Le foglie aghiformi sono lineari, verde chiaro superiormente e solcate da due strisce glauche inferiormente, disposte su due file opposte; cadono in autunno, dopo aver assunto una colorazione rossa a volte anche molto intensa, insieme ai rametti che le sostengono: sono quindi (caratteristica rara tra le conifere) decidue (da cui il secondo nome volgare cipresso calvo). Gli strobili maschili sono raggruppati in amenti, quelli femminili sviluppano coni rotondi di colore verde (galbuli) che, maturando, diventano marroni.
È una conifera d'acqua, tipica di luoghi paludosi ed umidi, frequentemente allagati. Possiede caratteristici tubercoli radicali affioranti dal suolo, chiamati pneumatofori, che svolgono funzione di ossigenazione, atti a garantire cioè l'apporto di ossigeno alle parti sommerse anche in periodi di allagamento del terreno.
Viene utilizzato come ornamentale presso stagni, o lungo i corsi d'acqua.

## Habitat

Distribuzione del cipresso calvo

Il Taxodium distichum ha un areale circoscritto alla zona sud-est del Nordamerica, precisamente negli Stati Uniti, in un range che va dalla baia del Delaware (tra il Delaware e il New Jersey) e dall'Indiana e l'Illinois meridionali fino alla Florida e al Texas orientale. Cresce in pianure umide, o allagate stagionalmente, nelle anse sabbiose e limose di fiumi e torrenti, anche in suolo paludoso, in cui sopravvive, anche in carenza di ossigeno, grazie alle radici respiratorie.
Richiede clima umido e non troppo freddo: nei climi rigidi sopravvive, ma non può riprodursi dato che il ghiaccio danneggia le nuove piantine.